# Bergsåker Winter Trot
Bergsåker Winter Trot är ett travlopp som körs på Bergsåkers travbana i Sundsvall i Västernorrlands län sedan 2022. Loppet körs över distansen 2 640 meter med autostart. Det är ett Grupp 2-lopp, det vill säga ett lopp av näst högsta internationella klass. Förstapris är 500 000 kronor.

## Segrare
| År   | Häst              | Kusk         | Tränare         | Tid    | Odds  | Tvåa          | Trea        |
| ---- | ----------------- | ------------ | --------------- | ------ | ----- | ------------- | ----------- |
| 2024 | High On Pepper    | Jorma Kontio | Katja Melkko    | 1.14,6 | 1,16  | Phoenix Photo | Axel Ruda   |
| 2023 | Hierro Boko       | Mika Forss   | Hannu Korpi     | 1.13,8 | 10,82 | Ultion Face   | Esprit Sisu |
| 2022 | Milligan's School | Ulf Eriksson | Stefan Melander | 1.13,7 | 5,27  | Stoletheshow  | Blé du Gers |